# Dick Schoof
Hendrikus Wilhelmus Maria (Dick) Schoof (n. 8 martie 1957, Santpoort⁠(d), Țările de Jos) este un politician olandez și fost funcționar public. Din 2 iulie 2024 este prim-ministru independent în Cabinetul Schoof. Până la 28 mai 2024 a fost secretar general al Ministerului Justiției și Securității. Anterior, a fost director general al Serviciul General de Informații și Securitate (AIVD) și Coordonator Național pentru Combaterea Terorismului și Securitate (NCTV).

## Educație
Schoof a urmat cursurile la R.K. Lyceum De Grundel din Hengelo și a studiat planificare urbană la Universitatea Catolică Nijmegen din 1975 până în 1982. A fost membru al asociației studențești de canotaj Phocas, unde a fost președinte al celei de-a 33-a conduceri în 1979-1980.

## Cariera administrativă
După absolvire, Schoof a devenit consilier pentru politici educaționale la Asociația Municipalităților Olandeze (VNG). În 1988 a trecut la Ministerul Educației, Culturii și Științelor (OCW), unde a ocupat diverse funcții. În perioada 1996-1999, a fost secretar general adjunct al Ministerului Justiției.
Din 1999 până în 2003, Schoof a fost director general al Serviciul de Imigrație și Naturalizare (IND) și la sfârșitul acelei perioade a fost și director general al proiectului Legea imigrației 2000. Apoi a devenit director general pentru Ordine Publică și Securitate (DGOOV) la Ministerul Afacerilor Interne și Relațiilor Regale (BZK), unde a inițiat o Strategie Națională de Securitate și a preluat abordarea radicalizarei, care aparținea în mod tradițional Ministerului Justiției. Astfel, Schoof a fost inițial și un oponent al funcției de Coordonator Național pentru Combaterea Terorismului (NCTb), înființată în 2004.
În 2010, Schoof a fost unul dintre arhitecții noului Ministerul Securității și Justiției, unde Direcția Generală pentru Securitate a Ministerului Afacerilor Interne a fost integrată, iar acesta a cuprins, pe lângă Ministerul Public, și poliția. La sfârșitul anului 2010, Schoof a devenit director general al Poliției în acest "super-minister", fiind responsabil cu formarea noii Poliții Naționale. Criticile asupra acestui proiect dificil au vizat în principal pe ministrul Ivo Opstelten și pe primul șef al poliției naționale Gerard Bouman.

### Coordonator Național pentru Combaterea Terorismului și Securitate
După ce Schoof a încercat fără succes să devină secretar general al Justiției și al Apărării, pe 1 martie 2013 l-a succedat pe Erik Akerboom ca Coordonator Național pentru Combaterea Terorismului și Securitate (NCTV), o funcție față de care inițial era foarte critic. În cei cinci ani ca NCTV, s-a confruntat, printre altele, cu doborârea zborului MH17 pe 17 iulie 2014 și a fost adesea prezent în mass-media cu privire la alte subiecte legate de securitatea națională.
O investigație independentă asupra acțiunilor guvernului după dezastrul MH17 a concluzionat că NCTV, la acel moment, era „prea închis în sine și colabora puțin cu alte agenții guvernamentale”. Conform documentelor obținute, Schoof a încercat să exercite presiuni pentru a slăbi concluziile investigației și a schimba componența comisiei de anchetă. În replică la această dezvăluire, Ministerul Justiției și Securității a declarat că aceste încercări de influențare au eșuat.
Din documente interne obținute de ziarul „NRC” în 2024, a reieșit că Schoof a permis ca NCTV să urmărească cetățeni folosind conturi false online începând cu 2014, deși juriștii l-au avertizat în repetate rânduri că acest lucru ar putea fi ilegal. Mai multe surse au confirmat pentru „NRC” că Schoof a spus unui angajat că „oricine mai menționează acest subiect poate să-și facă bagajele”.
Într-o emisiune a „WNL op Zondag”, Schoof a descris organizația „Kick Out Zwarte Piet” (KOZP) ca fiind o mișcare „care ar putea deveni extremistă și ar putea recurge la violență”, motiv pentru care a fost inclusă în raportul anual privind amenințările teroriste din Olanda în 2017. După o plângere din partea KOZP, NCTV a revenit în 2019 asupra acestei evaluări și a descris organizația drept „o organizație activistă” care „încearcă să influențeze procesul politic în limitele legii”.

### Directeur-generaal van de AIVD
Per 17 noiembrie 2018, Schoof l-a succedat pe Rob Bertholee în funcția de director general al Algemene Inlichtingen- en Veiligheidsdienst (AIVD). Schoof considera că serviciul era prea izolat și și-a propus să schimbe acest lucru prin inițiative precum programul Beagle, care viza anul 2030, mai multă transparență și relații mai bune cu partenerii externi. De asemenea, a trebuit să facă față criticilor privind două rapoarte oficiale emise de serviciu despre liceul islamic Cornelius Haga Lyceum din Amsterdam, precum și supravegherii stricte a nou-înființatei Toetsingscommissie Inzet Bevoegdheden (TIB).

### Secretar general al Justiției și Securității
După cincisprezece luni la AIVD, Schoof a părăsit funcția pentru a deveni, începând cu 1 martie 2020, secretar general la Ministerul Justiției și Securității. Această funcție a devenit brusc disponibilă, dar mulți considerau că Schoof își dorea dintotdeauna această poziție, pentru a îmbunătăți funcționarea unui minister cu numeroase probleme. La AIVD, el a fost succedat de fostul șef al poliției Erik Akerboom.

## Prim-ministru
În timpul formării cabinetului din 2023-2024, Schoof a fost propus la 28 mai 2024 pentru funcția de Prim-ministru al Țărilor de Jos de către partidele negociatoare PVV, VVD, NSC și BBB. Aceasta s-a întâmplat după ce Geert Wilders (PVV), liderul celui mai mare partid din Camera Reprezentanților, nu a obținut suficient sprijin pentru a deveni el însuși premier și fostul ministru al PvdA, Ronald Plasterk, s-a retras din postura de candidat pentru premier.
Pe 2 iulie 2024, Schoof a fost învestit ca prim-ministru.

## Viață personală
Schoof s-a născut în Santpoort și a crescut de la vârsta de opt ani în Hengelo. Este al doilea cel mai mic dintr-o familie catolică cu șapte copii. Fratele său cu zece ani mai mare, Nico Schoof, este fost primar. Schoof are o iubită și, împreună cu fosta soție, are două fiice adoptate din China.